# نیروگاه سیکل ترکیبی کاشان
نیروگاه سیکل ترکیبی کاشان (کاشان، کیلومتر ۲۰ جاده کاشان به اردستان، بهره‌برداری ۸ تیر ۱۳۸۸)، یکی از نیروگاه‌های ایران از نوع سیکل ترکیبی با ظرفیت تولید بیش از ۴۷۰ مگاوات است که شامل ۲ واحد گازی ۱۶۲ مگاواتی و ۱ واحد بخار است. ظرفیت فعلی این نیروگاه ۳۲۴ مگاوات است و بخش بخار و سیکل ترکیبی آن هنوز به بهره‌برداری نرسیده‌است.
سوخت این نیروگاه گاز طبیعی و سوخت پشتیبان نفت گاز (گازوئیل) است که با دو مخزن ۲۰ هزارمترمکعبی ذخیره‌سازی می‌شود.
مشاور کارفرما شرکت مهندسی قدس نیرو و شرکت مدیریت طرح‌های نیروگاهی ایران (مپنا) به عنوان پیمانکار، وظیفه ساخت این نیروگاه را به عهده دارد.

## روزشمار ساخت نیروگاه
عملیات اجرایی ساخت نیروگاه سیکل ترکیبی کاشان از ۳ خرداد ۱۳۸۷ آغاز شد، واحد اول بخش گاز این نیروگاه در ۸ تیر ۱۳۸۸ و واحد دوم گاز در ۴ شهریور ۱۳۸۸ راه‌اندازی شد.
این نیروگاه از نوع قابل تبدیل به سیکل ترکیبی است و در صورت نیاز شبکه سراسری برق کشور، می‌توان یک واحد بخار نیز به آن اضافه کرد. واحدهای گازی این نیروگاه در حال بهره‌برداری و تولید هستند و واحد بخار در حال تکمیل است.